# Margaret Rogers
Margaret 'Maggie' Rogers, född 1874, död 1953, var en amerikansk tjänsteflicka i Vita huset. Hon arbetade där i 30 år (1909–1939), under de amerikanska presidenterna Taft, Wilson, Harding, Coolidge, Hoover, och delar av Franklin D. Roosevelts regeringstid, och arbetade sig slutligen upp till huvudhembiträde.
Hennes anställningsår uppmärksammades senare även i boken My Thirty Years Backstairs at the White House av hennes dotter, Lillian Rogers Parks, som arbetade som sömmerska, också i Vita huset. Boken gjordes senare till miniserie av Ed Friendly Productions.
Emmett Rogers, Jr., Margarets son, arbetade inom den amerikanska militären, men råkade ut för en gasattack i första världskriget och drog sig tillbaka till Arizona av hälsoskäl.